# Vlag van oblast Tver
De vlag van oblast Tver is in gebruik sinds 28 november 1996. De vlag is verdeeld in drie verticale banen van geel-rood-geel in de verhouding 1:2:1. Geel herinnert aan de kleur van de standaard van de prinsen van Tver. De middelste streep is rood, de traditionele kleur van de Roes. In het midden van de vlag staat een element uit het wapen van de oblast. Het embleem toont een gouden troon (ook wel "prinselijke stoel" genoemd), met "Monomakh's pet" zittend op een groen kussen. Deze kroon is een traditioneel symbool van de Russische monarchie en werd gebruikt tot de tijd van Peter I van Rusland. Het is een gouden filigraan keppel met marterachtige versierd met parels en edelstenen.